# Прстореди тонова на кларинету
Сваки тон на кларинету има одговарајући распоред прстију, тзв. прсторед или прстомет (итал. diteggiatura) при свирању.
1. Прсти десне руке:
Кларинет је ослоњен металном кукицом, која се налази на његовом доњем телу, о десни палац. Наредна три прста, јагодицама покривају три рупице, док мали прст по потреби притиска дирке 2, 4, 1а и 3а (види слике десно и доле).
2. Прсти леве руке:
Палац леве руке покрива једину рупицу задње стране горњег тела кларинета, као и дуодецим или регистар дирку (12).
Наредна три прста јагодицама покривају три рупице, док мали прст притиска дирке 1, 3 и 2а (види слике десно и доле).

## Прстореди Бемовог француског система
Приказани су прстореди или гриф-табеле за кларинет Бемовог (француског) система у опсегу од малог е до g3.

1. Приказ прстореда тонова од малог е до g2:
2. Приказ прстореда тонова од g2 до g3: